# Fortificaciones de Porto Alegre
Las Fortificaciones de Porto Alegre eran una línea de trincheras conformada por una muralla de estacas de madera fijadas en el suelo en doble fila cuyo espacio intermedio, de aproximadamente un metro, fue rellenado con tierra apisonada. En su exterior, esta muralla se complementaba con un foso seco de entre 2,5 y 3 metros de ancho. En total las fortificaciones comprendían un total de once torreones además de la muralla. Hacia fines del siglo XIX, dichas fortificaciones fueron demolidas para ceder ante el crecimiento de la ciudad..
Las fortificaciones fueron promovidas como consecuencia de la ocupación de Porto Alegre por parte de las tropas farroupilhas entre el 20 de septiembre de 1835 y el 15 de julio de 1836 dentro del marco de la Revolución Farroupilha. Luego de la reconquista de la ciudad por parte de las tropas imperiales, la ciudad sufrió un sitio por las fuerzas rebeldes farroupilhas en una cantidad de entre mil y quinientos hombres. La ciudad, abastecida por la Armada Imperial resistió el asedio por cerca de tres años y medio. Los planos de las fortificaciones fueron hechos por orden de Luís Alves de Lima e Silva, entonces Barón de Caxias, quien asumió en 1842 el comando de las armas de la provincia. 